# مولفرشتدت
مولفرشتدت (به آلمانی: Mülverstedt) یک شهر در آلمان است که در اونستروت-هاینیش واقع شده‌است. مولفرشتدت ۷۱۰ نفر جمعیت دارد.